# 21 Virginis
21 Virginis, eller q Virginis, är en blåvit stjärna i huvudserien i Jungfruns stjärnbild.
Stjärnan har visuell magnitud +5,48 och är synlig för blotta ögat med någorlunda god seeing. Den befinner sig på ett avstånd av ungefär 260 ljusår.